# 桟熊獅
桟 熊獅（かけはし くまし、1923年（大正12年）4月25日 - 2012年（平成24年）2月3日）は日本の政治家。佐世保市長を16年間にわたって務めた。

## 概要
佐世保市出身。県立佐世保中学校（現・佐世保南高校）、第五高等学校文科甲類を経て、東京大学経済学部を卒業。長崎県職員、佐世保市職員、佐世保重工業（SSK）社員を経て、1970年3月に長崎県出納長に就任、1972年3月に副知事に転じ1期を務めた。
1979年4月、引退する辻一三の後継として佐世保市長選に出馬し当選、4期16年を務める。在任中にテクノポリス指定や西九州自動車道の大塔までの開通、ハウステンボスの誘致などを果たしたが九州新幹線西九州ルートの早岐経由から嬉野温泉経由への経路変更問題で政治姿勢を追及され、1992年12月の定例市議会で異例の「市長に猛省を求める決議」が可決されるに至った。また、1994年には極端な少雨から全市域において時間給水制限を9月から退任直前の翌年4月までの長期にわたり実施せざるを得なくなるという事態にも遭った。
1994年10月29日には妻が逝去し、上記の断水と問責決議などを理由に同年12月に引退を表明して翌1995年4月の市長選には出馬せず退任。同年11月3日に勲三等瑞宝章を受章。1998年から翌年にかけて長崎県教育委員長を務めた。
2012年2月3日、胃癌のため死去、88歳没。死没日をもって正八位から正五位に叙される

## 経歴
- 1951年4月、長崎県教育委員会に勤務（〜1953年12月）
- 1954年1月、佐世保市商工水産課長に就任（〜1957年5月）。
- 1957年6月、佐世保重工業（SSK）佐世保造船所に勤務。
- 1970年3月、SSK営業部長から長崎県出納長に就任。
- 1972年3月、長崎県副知事に就任（〜1976年3月）。
- 1979年4月30日、第21代佐世保市長に就任。
- 1995年4月29日、4期目の任期満了により市長退任。
- 2012年2月3日、死去。